# Кубане
Кубане(כֻּבַּאנֶה — ивр.) — традиційний єменський єврейський ранковий шабатний хліб. Схожий на єврейську халу, але трохи щільніше за структурою.
Кубане традиційно випікають з дріжджового тіста цілу ніч (від 8 до 12 годин), на низькій температурі в 100 градусів за цельсієм. Однак, існують і більш швидкі рецепти.
Як будь-яку традиційну народну страву, Кубані має багато варіантів приготування, маються на увазі наповнювачі: смажену цибулю, м'ясо, чорнушку, хільбе, сир, печінку.
У приготуванні Кубані використовується самне (традиційне єменське топлене масло з гуньбою). Іноді самне замінюють маргарином, щоб зберегти нейтральність страви з точки зору кашрута.
Кубані має нейтральний смак, тому його вживають в їжу, вмочуючи в гострий або солодкий соус: подрібнені помідори, схуг, мед, варення тощо.
В Ємені Кубані їдять протягом усього тижня, в Ізраїлі - тільки в Шабат.